# Мацкевич, Владимир Михайлович (Герой Социалистического Труда)
Влади́мир Миха́йлович Мацке́вич (26 февраля 1929, Сидоровский сельсовет, Ивановская Промышленная область — 1986, Якутск) — шофёр Якутского управления автомобильного транспорта, Герой Социалистического Труда (1966).

## Биография
С 1943 года работал в гараже МВД подсобником, с 1945 года — водителем. В 1950—1953 годы служил в Советской Армии.
С 1953 года работал в автотранспортной колонне № 1 Якутска. Выполнял годовой план до 200 %, не имел аварий, обеспечивал экономию материальных ресурсов.
12 октября 1966 года удостоен звания Героя Социалистического Труда.
Избирался членом Якутского горкома КПСС.

## Награды
- знак «Почётный автотранспортник РСФСР»
- медаль Серп и Молот Героя Социалистического Труда и орден Ленина (5.10.1966) — за выдающиеся успехи, достигнутые в выполнении заданий семилетнего плана по перевозкам народнохозяйственных грузов и пассажиров, строительству, ремонту и содержанию автомобильных дорог
- орден Трудовой Славы 3-й степени (22.4.1975)
- Почётный гражданин Якутска (22.6.1982)
- орден Ленина (5.10.1986)[2][3].